# Restrizione di una funzione
In matematica per restrizione di una funzione si intende una funzione ottenuta dalla precedente per restrizione del suo dominio.
Formalmente, consideriamo una funzione {\displaystyle f:X\to Y} e un sottoinsieme {\displaystyle S\subseteq X}. Definiamo restrizione della {\displaystyle f} al sottodominio {\displaystyle S} la funzione
{\displaystyle f_{|S}:S\to Y,x\mapsto f_{|S}(x)=f(x)},
cioè una funzione che in {\displaystyle S} si comporta esattamente come la funzione originaria, ma che si "dimentica" dei punti al di fuori di quel sottoinsieme.
Un esempio di restrizione sono le curve di livello per una funzione a due o più variabili reali, {\displaystyle f:R^{n}\to R}. Il diagramma rappresenta tutte e sole variabili indipendenti, per un numero arbitrario di valori della variabile dipendente. Ad esempio, per una funzione a due variabili {\displaystyle z=z(x,y)}, nel diagramma con assi {\displaystyle (x,y)}, avremo una curva di livello per un certo numero di {\displaystyle z}. Più in generale, il grafico, se si opera una restrizione, non rappresenta la variabile dipendente, ed eventualmente una o più variabili indipendenti.